# Hara (Lääne-Nigula)
Koordinaten: 59° 5′ N, 23° 31′ O
Hara (schwedisch Harga) ist ein Dorf (estnisch küla) in der Landgemeinde Lääne-Nigula (bis 2017: Landgemeinde Noarootsi) im Kreis Lääne in Estland.

## Einwohnerschaft und Lage
Der Ort hat 34 Einwohner (Stand 31. Dezember 2011). Er liegt an der gleichnamigen Ostsee-Bucht (Hara laht). Dort befindet sich ein kleiner Hafen, der allerdings für größere Boote ungeeignet ist.
Früher war die Gegend eine Insel, die erst durch Hebung des Landes in der zweiten Hälfte des 14. Jahrhunderts mit dem Festland verbunden wurde. Sie wurde erstmals 1341 unter dem Namen Herkenlayde urkundlich erwähnt.
Der Ortsname ist heute wieder offiziell zweisprachig estnisch und schwedisch, da das Dorf früher zum traditionellen Siedlungsgebiet der Estlandschweden gehörte.